# باشق بسرى
باشِقُ بِسْرَى هو أحد أنواع الجوارح المُنتمية لفصيلة البيزان. هذه البواشق طيورٌ مُفرخة مُقيمة واسعة الانتشار في الغابات الكثيفة عبر جميع أنحاء آسيا الجنوبيَّة، إذ يمتد موطنها من شبه القارَّة الهنديَّة شرقًا إلى جنوب شرق آسيا وآسيا الشرقيَّة. تُعششُ في الأشجار، ويبني الزوجُ منها عُشًا جديدًا في كُلِّ سنة، تضع فيها الأنثى حضةً يتراوح عدد البيوض فيها بين 2 إلى 5 بيضات.
هذه الطيور جوارحٌ مُتوسطة القد، يتراوح طولها بين 29 إلى 36 سنتيمترًا، وأجنحتُها قصيرةٌ عريضة، وذيلُها طويل، وكِلا الخاصيتين الجسمانيَّتين تُساعدها على المُناورة بسهولة أثناء طيرانها وسط الغابات. الطيرانُ النمطيّ عبارة عن رفرفتين ثُمَّ انزلاق باستخدام التيَّارات الهوائيَّة الحارَّة. يُمكنُ للناظر أن يُلاحظ الفرق بين هذا النوع وباشق شِکرا شديد الشبه، من خلال مُراقبة الطائر أثناء طيرانه، فأسفلُ جانحيّ باشق بِسرى مُقلَّم، عكس نظيره. تبدو هذه البواشق وكأنَّها نسخةٌ أكثر قتامةً من الباشق القنَّاص واسع الانتشار، لكنَّها تتميَّز عنه من خلال التقليمات العموديَّة التي تظهرُ على ريشها. للذكر منها ريشٌ رماديٌّ مُزرق على القسم العلوي من الجسد، وأبيضٌ مُقلَّم بخطوطٍ مُحمرَّة على القسم السُفلي. الأُنثى أضخم حجمًا من الذكر وريشها يميلُ ليكون بُنيًّا. أمَّا اليوافع فبُنيَّة قاتمة على الجُزء العُلوي وبيضاءٌ مُخططةٌ على الجُزء السُفلي. يمتلكُ كلا الجنسين من البوالغ واليوافع على حدٍ سواء ذيلًا مُقلَّمًا.
تنتقلُ بواشق بِسرى إلى موائل طبيعيَّة أكثر انكشافًا خلال فصل الشتاء، من شاكلة السڤناء والمزارع. أسلوب صيدها أشبه بأُسلوب صيد غيرها من البيزان والبواشق صغيرة الحجم، مثل الباشق الأوراسي والباز أصهب الفخذ، فتعمدُ إلى مُفاجأة طريدتها عبر الانقضاض عليها من مجثمٍ مخفيّ، أو تلتف عليها وراء أجمةٍ لتأخُذها على حين غرَّة. تشتملُ طرائدها على: السحالي واليعاسب، والطيور والثدييات الصغيرة.